# Hoàng đế México
Hoàng đế México (Tây Ban Nha: Emperador de México) là người đứng đầu nhà nước và cai trị México trong hai lần không liên tiếp vào thế kỷ 19. Với Tuyên ngôn Độc lập của Đế quốc México từ Tây Ban Nha năm 1821, México đã trở thành một chế độ quân chủ là Đế quốc México thứ nhất (1822–1823). Nền quân chủ đã sớm thay thế bằng nền Cộng hòa México đầu tiên. Lần lượt, México trở lại thành một chế độ quân chủ vào thập niên 1860 dưới thời Đế quốc México thứ hai (1864–1867). Trong cả hai trường hợp của đế quốc, Hoàng đế trị vì bị lật đổ một cách cưỡng chế và về sau bị xử tử.

## Đế quốc México (1822–1823)
| Tên       | Tuổi thọ                                            | Bắt đầu trị vì      | Kết thúc trị vì     | Ghi chú | Dòng dõi | Hình                 |
| --------- | --------------------------------------------------- | ------------------- | ------------------- | ------- | -------- | -------------------- |
| Agustín I | 27 tháng 9 năm 1783 – 19 tháng 7 năm 1824 (40 tuổi) | 19 tháng 5 năm 1822 | 19 tháng 3 năm 1823 |         | Iturbide | Agustín I của México |

## Đế quốc México (1864–1867)
| Tên          | Tuổi thọ                                           | Bắt đầu trị vì      | Kết thúc trị vì     | Ghi chú | Dòng dõi          | Hình                    |
| ------------ | -------------------------------------------------- | ------------------- | ------------------- | ------- | ----------------- | ----------------------- |
| Maximilian I | 6 tháng 7 năm 1832 – 19 tháng 6 năm 1867 (34 tuổi) | 10 tháng 4 năm 1864 | 15 tháng 5 năm 1867 |         | Habsburg-Iturbide | Maximilian I của México |